# 利府塩釜インターチェンジ
利府塩釜インターチェンジ（りふしおがまインターチェンジ）は、宮城県宮城郡利府町にある三陸自動車道（三陸沿岸道路 仙塩道路）のインターチェンジである。塩竈市への最寄のインターチェンジである。

## 道路

### 本線
- E45 三陸自動車道[1]（3番）

### 接続道路
- 宮城県道3号塩釜吉岡線[1]

## 料金所
- ブース数：4

### 入口
- ブース数：2
  - ETC専用：1
  - 一般：1

### 出口
- ブース数：2
  - ETC専用：1
  - 一般：1

## 周辺
- 杜の都信用金庫「モリリン加瀬沼公園」
- 東日本旅客鉄道新幹線総合車両センター

## 隣
E45 三陸自動車道（三陸沿岸道路 仙塩道路）
(38/2) 利府JCT - (3) 利府塩釜IC - (4) 利府中IC